# Actimel
Actimel (ve Spojených státech a v Kanadě rovněž známý jako DanActive) je probiotický jogurtový nápoj vyráběný francouzskou společností Danone. Prodává se v lahvičkách velikosti 100 ml, obvykle v balení se 4, nebo 8 výrobky. Hlavní uváděnou prospěšnou vlastností Actimelu je posilování přirozené obranyschopnosti organismu díky použití vitamínu B6 a D a patentované bakteriální kultury Lactobacillus casei CNCM I-1518, která byla na trhu rovněž označována jako Lactobacillus casei Defensis nebo Immunitas a v poslední době jako L. casei Danone. Uvádí se, že každá lahvička obsahuje 10 miliard těchto bakterií.  Actimel kromě toho rovněž obsahuje tradiční jogurtové kultury Lactobacillus delbrueckii subsp. bulgaricus a Streptococcus salivarius subsp. thermophilus.

## Historie
Po uvedení výrobku Yakult na evropský trh v roce 1993 několik dalších společností, včetně Danone,  uvedlo na trh jejich vlastní výrobky na bázi L. casei. Od roku 1994 se jogurty na bázi L. casei staly v západoevropských supermarketech běžným výrobkem.
Actimel je aktuálně k dostání ve více než 20 evropských zemích, včetně České republiky, a rovněž v Jižní Americe a v zemích Středního Východu. Ve Spojených státech byl Actimel uveden na trh pod názvem DanActive - nejprve v roce 2004 na omezené regionální úrovni (příchutě jahoda, vanilka a borůvka) a následně byl v roce 2007 uveden na celostátním trhu v USA (byly rovněž doplněné i nové příchutě - brusinka a malina).

## Ingredience
Běžný Actimel (bez variant jako např. Actimel Light) obsahuje:
- Mléko (čerstvé nebo sušené)
- Cukr (sacharóza)
- Živé bakterie probiotického kmene Lactobacillus casei CNCM I-1518, výrobce uvádí 10 miliard v jedné lahvičce o obsahu 100 ml
- Živé jogurtové kultury

## Příchutě
Existuje 17 příchutí Actimelu – meruňka, černý rybíz, borůvka, kokosový ořech, kiwi, „Multifruit“, pomeranč, „Originál“, marakuja a mango, jahoda, jahoda a banán, vanilka; varianty bez tuku: „Originál“, broskev a mango, malina.
Ve Velké Británii rovněž existuje další příchuť: med a citrón.
V České republice/Slovenské republice se prodávají příchutě Actimel bílý, jahoda, malina/brusinka, lesní ovoce a granátové jablko. Dětská řada Actikids je v příchutích banán/jahoda, malina/brusinka.

## Vědecký základ
Hlavní uváděné prospěšné vlastnosti jsou podloženy několika vědeckými studiemi uvedenými výrobcem na jeho webových stránkách. Seznam vědeckých prací uvedený na webových stránkách se v jednotlivých zemích vzájemně liší.
Mezi uváděné prospěšné vlastnosti patří snížení výskytu průjmů  a omezení rýmy u malých dětí , zlepšení fungování imunitního systému u dospělých a seniorů  a zkrácení doby zimních infekcí u starších lidí.
Některé klinické studie naznačují další možné účinky u dětí, jako je například eradikace H. pylori při kombinaci s antibiotiky  nebo obnovení aktivity fekálních enzymů po operacích u dětí .
Nedávná studie publikovaná v odborném časopise British Medical Journal  udává, že tento výrobek by mohl pomáhat při prevenci průjmu spojeného s užíváním antibiotik a omezovat výskyt onemocnění pseudomembránozní kolitida u starších pacientů.
Probíhá rovněž výzkum, jehož cílem je stanovit účinnost tohoto výrobku při snižování výskytu běžných nemocí u dětí navštěvujících předškolní zařízení v USA . Tento klinický test byl registrován na ClinicalTrials.gov   (výsledky testů musí být většinou publikovány a zkontrolovány kolegy z oboru s cílem snížit pravděpodobnost nenahlášení neúspěšných výsledků), ovšem výsledky zatím nebyly zveřejněny.